# 追妻三人行
《追妻三人行》是1989年中華電視公司（華視）八點檔電視劇，播出期間為1989年5月22日至1989年7月3日，共30集，製作單位是冠眾傳播，製作人林柏川、周大祥，主演包括了林在培、藍心湄、李天柱、李亞明、常楓、金超群、陳琪、方芳、涂善妮、趙永馨等人，旁白王偉忠。由於這部電視劇收視率佳，冠眾傳播在華視推出續集《追妻三人行大運》。
2021年9月17日，YouTube「華視懷舊頻道」發布《追妻三人行》華視官方完整版，唯獨片頭、片尾被刪除。